# Adamowo (powiat żuromiński)
Adamowo – wieś w Polsce położona w województwie mazowieckim, w powiecie żuromińskim, w gminie Bieżuń. Ma status sołectwa.
| SIMC    | Nazwa         | Rodzaj     |
| ------- | ------------- | ---------- |
| 0111969 | Wilczy Ostrów | przysiółek |

Wierni Kościoła rzymskokatolickiego należą do parafii św. Wawrzyńca w Starym Dłutowie.
W latach 1975–1998 miejscowość należała administracyjnie do województwa ciechanowskiego.